# Tristramella sacra
Tristramella sacra är en fiskart som först beskrevs av Günther, 1865.  Tristramella sacra ingår i släktet Tristramella och familjen Cichlidae. IUCN kategoriserar arten globalt som akut hotad. Inga underarter finns listade i Catalogue of Life.